# The Assets
The Assets ist eine US-amerikanische Serie aus dem Jahr 2014 im Genre des Spionage-Thrillers.

## Handlung
Es wird die Geschichte von Aldrich Ames erzählt, dem gefährlichsten Maulwurf in der Geschichte der CIA, der 1994 der Spionage für die Sowjetunion und Russland überführt wurde.
16. April 1985: Der CIA-Agent Aldrich Ames betritt nach einem geplatzten Treffen mit einem sowjetischen Attaché die sowjetische Botschaft in Washington D.C. und übergibt streng geheime Dokumente.
5 Monate später im CIA-Hauptsitz in Langley wird über eine Geldübergabe (20.000 Rubel) in Moskau in Form eines Toten Briefkastens gestritten: Ames ist bei der Besprechung gegen, Sandra Grimes für die Operation. Die Übergabe misslingt und sowohl der Spion, der KGB-General Leonid Poleshchuk, der in den 1970er-Jahren Material von „unschätzbarem Wert“ übergab und sich vor 10 Wochen wieder meldete, als auch der Botschaftsmitarbeiter werden verhaftet. Der Botschaftsmitarbeiter wird zeitnah aus dem KGB-Gefängnis Lubjanka entlassen; Poleshchuk wird erschossen.
Die CIA reagiert geschockt, denn dies war kein Einzelfall: es wurden in den letzten Monaten mehr Spione enttarnt als je zuvor. Es wird ein Maulwurf innerhalb der CIA vermutet und Grimes hält die enttarnte Übergabe in Moskau für inszeniert und vermutet, dass der KGB-Offizier schon lange davor verhaftet und exekutiert wurde.
August 1985 in Rom, Vitaly Yurchenko, ein leitender Spionageabwehr-Offizier des KGB, ruft die dortige US-Botschaft an und kündigt sein Überlaufen an. Ames reagiert auf die Nachricht mit Panik, denn er soll Yurchenko nach seiner Ankunft in den USA befragen und muss befürchten, von diesem enttarnt zu werden, doch dieser (er)kennt ihn nicht. Er kennt lediglich einen Tarnnamen: „Mr. Robert“ und dass diese Person Geld-, Beziehungs- und Alkoholprobleme habe.
Grimes fürchtet sich um die Assets in der Sowjetunion, wie z. B. Dmitri Poljakow, mit dem sie seit 1972 zusammenarbeitet, denn wenn Yurchenko von einem Maulwurf in der CIA weiß, dann weiß die Sowjetunion von den Assets in der Sowjetunion. Es stellt sich im weiteren Gespräch mit Yurchenko heraus, dass es sich um Edward Lee Howard handelt, der vor zwei Jahren aus disziplinarischen Gründen (vermuteter Alkohol- und Drogenmissbrauch) entlassen wurde.
Barwicha, eine Siedlung vor Moskau, 1985: Der sich im Ruhestand befindende Poljakow spielt mit seiner Enkeltochter und wird von seinem Sohn gewarnt, dass über ihn in Moskau geredet wird und er, Poljakow, egal aus welchem Grund, nicht nach Moskau fahren sollte, wenn er von dort angerufen werden sollte, auch wenn es nur wegen einer Lappalie sei. In einer späteren Szene klingelt das Telefon… Poljakow wollte gerade das Haus verlassen, dreht sich um und nimmt den Hörer ab.
Penobscot County, Maine: Der Verdächtige Howard wird auf Antrag der CIA vom FBI beschattet – er bemerkt die Beschattung, lässt die Tarnung auffliegen und gibt sich gesprächsbereit, doch einen angebotenen Lügendetektortest negiert er, steht auf und verweist auf seinen Anwalt, sollte das FBI ihn nochmals behelligen. Howard ist nun alarmiert und er schafft es das Land in Richtung Moskau zu verlassen. In einer Rückblende, 2 Jahre vor diesen Geschehnissen, sieht man Howard an einem Training zur Spionageabwehr in Washington D.C. teilnehmen. Er ist Klassenbester und wird an die Botschaft in Moskau beordert, besteht aber einen Lügendetektortest nicht, und muss seine Kündigung schreiben. Man sieht wie er zwei Monate danach sichtlich betrunken vor seinem Haus auf Flaschen schießt und über die CIA schimpft. Einen Monat später überreicht er bei einem geheimen Treffen in Wien geheimes Material an den KGB.
Der sich in einem geheimen Unterschlupf befindliche Yurchenko verlangt eine Reise ins kanadische Montreal, bevor er weiterredet, denn dort ist eine Frau, die er während seiner Zeit als Resident in Washington D.C. kennengelernt hat, mit einem hohen sowjetischen Diplomaten verheiratet ist, und die er noch immer liebt. Das angebotene Geld für die Kooperation (1.000.000 Dollar sofort und 62.500 Dollar monatlich) lenkt ihn nicht davon ab nach Montreal zu wollen. Es wird ihm letztlich doch gestattet mit Ames und einem weiteren Agenten nach Montreal zu seiner verflossenen Liebe zu reisen. Er begegnet ihr, doch sie liebte den damaligen KGB-Offizier Yurchenko und nicht den heutigen Verräter Yurchenko. Yurchenko ist daraufhin niedergeschlagen und schafft es bei einem Abendessen in einem Restaurant zu flüchten. Auf einer Pressekonferenz in der sowjetischen Botschaft in Washington spricht er von einer Entführung und von Folterung durch die CIA.
Als Antwort auf diese beiden weiteren harten Schläge richtet die CIA eine interne Ermittlungsgruppe unter der Leitung von Jeanne Vertefeuille, einer Expertin für Spionageabwehr, die dafür extra aus dem afrikanischen Gabun zurückbeordert wird, ein. Sie fängt an alle Protokolle und jeden, der mit den enttarnten Assets zu tun hatte, zu überprüfen und übernimmt die Aufgabe der Suche nach dem Maulwurf.
Ost-Berlin, 1985: Ein weiterer Asset wird enttarnt und exekutiert, was zu dem Schluss führt, dass Edward Lee Howard nicht der Maulwurf ist, denn dieser wurde vor 14 Monaten entlassen und der Asset in Ost-Berlin wurde erst vor 13 Monaten und 7 Tagen rekrutiert. Die Ermittlungsgruppe nimmt ihre Arbeit wieder auf. Ames trifft sich daraufhin mit dem sowjetischen Botschafter und fordert eine Million Dollar für seine Sicherheit. In einer Rückblende, drei Jahre früher, sieht man wie Ames im mexikanischen Acapulco seine Lebensgefährtin Rosario kennenlernt, die er davor bereits beim Botschaftsball in Mexiko-Stadt traf. Rosario ist Kulturattaché für die kolumbianische Botschaft. Wieder zurück im Jahr 1985 erfährt man, was Ames Motiv für die Spionage ist, denn er ist kein Sympathisant des Kommunismus, den er für eine Katastrophe hält: Er braucht das Extra-Geld für den teuren Lebensstil seiner Lebensgefährtin und der bevorstehenden Scheidung von seiner Noch-Ehefrau, weshalb er für die 1 Mio. Dollar die Dokumente aller CIA-Assets stiehlt, darunter auch von einem Martynov, der in der sowjetischen Botschaft arbeitet, Yurchenko zurück nach Moskau begleitet und nach der Ankunft „verschwindet“.
Innerhalb einer Woche nehmen zwei Personen Kontakt zur US-Botschaft in Moskau auf, ein „Prologue“ aus der mittleren Offiziersebene des KGB, der für seine Informationen in die USA gebracht werden möchte, und ein „Mr. X“, der aussagt, dass der KGB den Kommunikationsweg infiltriert habe. Doch Grimes und Vertefeuille glauben das nicht und wittern ein Ablenkungsmanöver, das die Suche nach dem Maulwurf stören bzw. verhindern möchte. Mehrere Mitarbeiter der US-Botschaft in Moskau bekommen während dieser Zeit heimlich Informationen zugesteckt und Prologue offenbart dem Botschafter den Plan des KGB, damit die Botschaft zu beschäftigen, jedoch müsse die Botschaft mitspielen, da sonst herauskommen würde, dass es einen Maulwurf innerhalb des KGB gäbe.
Ein Marinesoldat, der in der Botschaft arbeitet, fängt eine Liaison mit einer russischen Übersetzerin an und lässt nach langem Bitten ihren „Onkel Sasha“ in die Botschaft – es stellt sich heraus, dass er KGB-Agent ist, woraufhin die Botschaft komplett geräumt wird und alle Unterlagen der letzten fünf Jahren zum CIA-Hauptsitz nach Langley zur Überprüfung geschickt werden müssen. Weil seit sechs Monaten kein Asset mehr enttarnt wurde und die US-Botschaft nach der genannten Überprüfung als nicht kompromittiert eingestuft wird, wird von „Oben“ beschlossen, die Ermittlungsgruppe mit Grimes und Vertefeuille aufzulösen und nach vorne zu blicken. Doch beide wollen nicht aufgeben und weitersuchen.
Ames bekommt die Bestätigung, dass er nächstes Jahr CIA-Resident an der US-Botschaft in Rom wird, muss davor aber noch, wie alle fünf Jahre als CIA-Angestellter, einen Lügendetektortest ablegen. Er kontaktiert den sowjetischen Botschafter, der ihn beruhigt und ihm Tipps gibt: Ames besteht knapp den Test.
In der Siedlung Barwicha vor Moskau: Poljakow hat seine Paradeuniform angezogen, verabschiedet sich von seiner geliebten Enkeltochter und wird von seinem Sohn nach Moskau gefahren – Poljakow wird gefangen genommen, Fotografen und Kameras sind anwesend. Grimes, die seit 1972 mit ihm arbeitete und damals die CIA überzeugte, dass er ein echter Überläufer sei, möchte nach Bekanntwerden der Verhaftung Poljakows ihren Dienst quittieren. Ihr wird angeboten das Tonband der Vernehmung Poljakows im KGB-Gefängnis Lubjanka anzuhören, sie willigt ein. Poljakow wird befragt, dann gefoltert (Waterboarding) und nach der Garantie, dass seine Familie verschont wird, gesteht er und enthüllt alles, was er an die US-Amerikaner verraten hat. Auf den Satz des vernehmenden Generals, dass er sein eigenes Land hasse, antwortet Poljakow, dass er nicht das Land hasse, sondern die Leute, die es führen. Nach dem Anhören der Aufnahmen widerruft Grimes ihre Entlassung, um die Ermittlungsgruppe und die Suche nach dem Maulwurf wieder aufzunehmen. In einer späteren Szene sieht man den verprügelten Poljakow sein Geständnis unterzeichnen und wie er im Innenhof des Lubjanka erschossen wird.
Washington D.C., 1991: Ames kehrt per Flieger mit Rosario und ihrem Neugeborenen aus Rom zurück, sie kaufen sich ein großes Haus für 540.000 $ in Bar, ein teures Auto und Anzüge – er wirkt wie ausgewechselt, als er wieder zurück beim CIA ist. Die Ermittlungsgruppe wiederum ist auch fünf Jahre danach weiter bei der Suche nach dem Maulwurf. Die Liste potentieller Personen konnte auf acht eingegrenzt werden. Grimes sieht Ames als Hauptverdächtigen und möchte, dass die Ermittlungsgruppe ihn als Hauptverdächtigen „nach Oben“ meldet, doch dieser Eindruck wird nicht von allen Mitgliedern der Gruppe geteilt und die Entscheidung wird übers Wochenende vertagt. Grimes lässt die Vertagung nicht in Ruhe und sie bleibt im Büro zurück.
Ames muss als einer der acht Verdächtigen einen weiteren Lügendetektortest absolvieren und besteht diesen nahezu perfekt, doch Grimes misstraut ihm weiterhin. Bei einer weiteren mündlichen Befragung stolpert Ames als einziger über eine von Vertefeuille eingestreute Fangfrage und zwar wie er denn, rein hypothetisch, Informationen an den KGB verkaufen würde. Der die Ermittlungsgruppe beratende FBI-Agent schlägt Grimes vor, Ames-Akten einem FBI-Projekt zuzusenden, das nach Gemeinsamkeiten bei enttarnten Spionen sucht, was Grimes gerne annimmt. Dort wird festgestellt, dass sich Ames Verhalten bei Lügendetektortests verändert habe, so wie fast alles in seinem Verhalten, bis hin zu dem genannten letzten, fast perfekten, Lügendetektortest, was laut der FBI-Analyse Ames zu einem perfekten Spion macht: Denn er bestand den Test ohne überhaupt nervös zu sein – und jeder ist bei einem Lügendetektortest nervös, gerade die Unschuldigen.
Doch die Ermittlungsgruppe, die beschlossen hat, einen Hauptverdächtigen nur einstimmig „nach Oben“ zu melden, ist weiterhin unentschlossen. Louisa Tilton, ein Teil der Ermittlungsgruppe, die mit Ames Frau Rosario schon lange befreundet ist, erzählt Grimes, dass Rosario aus armen Verhältnisse stamme und sie daher das angeblich reiche Erbe, was den luxuriösen Lebenswandel erklären soll, bezweifelt. Bei weiteren Untersuchungen wird aufgedeckt, dass Ames nach jedem Treffen mit einem KGB-Offizier Geld in die Bank eingezahlt hat, jeweils unter 10.000 $, da sonst die Bank dies als Auffälligkeit an die Bundessteuerbehörde IRS hätte melden müssen. Der Durchbruch für die Ermittlungsgruppe: Sie melden Ames als ihren Hauptverdächtigen „nach Oben“.
Ames wird nun rund um die Uhr bewacht, sein Haus, Auto und Büro werden verwanzt und abgehört, sein Müll durchwühlt und dabei eine zerrissene Notiz gefunden, die nach vier Wochen der Komplettüberwachung zu seiner Verhaftung durch das FBI führt. Ames möchte zunächst nicht Aussagen, geht aber dann auf das Angebot ein, dass durch seine uneingeschränkte Zusammenarbeit seine Frau nach fünf Jahren Gefängnis und anschließender Deportation mit ihrem Sohn zusammenleben kann. Das Verhör führen Grimes und Vertefeuille.
Fünf Jahre später, Grimes und Vertefeuille signieren ihr Buch in einer Buchhandlung, als die Enkeltochter Poljakows um eine Signatur bittet und erzählt, wie sie nach dem Fall der Sowjetunion in die USA gezogen sind.
Abspann: Die Nichte Poljakows ist nun US-Amerikanerin und lebt mit Ehemann und zwei Töchtern in Washington D.C. – sie und Grimes sind eng befreundet.
Rosario Ames wurde wegen Mittäterschaft an Spionage und Steuerbetrug zu fünf Jahren Gefängnis verurteilt. Sie wurde nach ihrer Freilassung nach Kolumbien deportiert, wo sie heute als Übersetzerin von wissenschaftlichen Texten arbeitet.
Jeanne Vertefeuille, die 58 Jahren im Dienste der CIA stand, starb im Alter von 80 Jahren im Dezember 2012 – Grimes besuchte sie in ihren letzten Monaten täglich.
Sandra Grimes verließ die CIA nach Ames Verhaftung und Geständnis im Jahr 1993 und schrieb mit Vertefeuille über neun Jahre an dem gemeinsamen Buch Circle of Treason. Grimes lebt weiterhin in einer Washingtoner Vorstadt.
Aldrich Ames verbüßt seine lebenslange Haftstrafe (ohne Möglichkeit vorzeitiger Entlassung) im Federal Correctional Complex, Allenwood in Pennsylvania. Er ist Häftling #40087–083

## Hintergrund
- Die Geschichte basiert auf dem Buch Circle of Treason: A CIA Account of Traitor Aldrich Ames and the Men He Betrayed aus dem Jahr 2012 von den beiden ehemaligen CIA-Angestellten Sandra Grimes und Jeanne Vertefeuille, die zur Überführung Ames beitrugen.[1]
- (The) Assets sind Personen innerhalb von ausspionierten Organisationen oder Staaten, die Informationen für einen externen Spion bereitstellen.[2][3][4]
- Nach nur 2 der insgesamt 8 Episoden stellte ABC die Ausstrahlung aufgrund von schlechten Zuschauerzahlen (3,77[5] und 2,92 Mio.[6]) und einer Einschaltquote von 0,7 bzw. 0,6 unter den 18–49-Jährigen vorläufig ein,[7] was der schlechteste Start eines Big Four drama war,[8] sendete fünf Monate später auf einem anderen Sendeplatz innerhalb einer Woche die Episoden 3 und 4 (1,25 und 1,46 Mio. Zuschauer)[9] und nach einem weiteren Monat, wieder auf einem anderen Sendeplatz, innerhalb einer Woche die restlichen Episoden jeweils als Doppelfolge.[10]

## Besetzung
| Rolle               | Darsteller         |
| ------------------- | ------------------ |
| Sandra Grimes       | Jodie Whittaker    |
| Aldrich Ames        | Paul Rhys          |
| Jeanne Vertefeuille | Harriet Walter     |
| Wallace Austin      | Ralph Brown        |
| Arthur O’Neill      | Stuart Milligan    |
| Louisa Tilton       | Christina Cole     |
| Rosario Ames        | Catalina Denis     |
| Mitch Weaver        | Lex Shrapnel       |
| Gary Grimes         | Julian Ovenden     |
| Victor Cherkashin   | Goran Kostić       |
| Vitaly Yurchenko    | John Lynch         |
| Kelly Grimes        | Amelia Clarkson    |
| Eric D'Amaro        | Akie Kotabe        |
| Dmitri Poljakow     | Peter Guinness     |
| Randy               | Kieran O’Brien     |
| Agent Waters        | Richard Brake      |
| Mack                | Noel Clarke        |
| Laura               | Sarah Greene       |
| Jim                 | Julian Lewis Jones |

## Episodenliste
| Nr. | Deutscher Titel | Originaltitel           | Erstausstrahlung USA | Deutschsprachige Erstausstrahlung (–) | Regie                  | Drehbuch       |
| --- | --------------- | ----------------------- | -------------------- | ------------------------------------- | ---------------------- | -------------- |
| 1   | –               | My Name Is Aldrich Ames | 2. Jan. 2014         | –                                     | Jeff T. Thomas         | Drew Chapman   |
| 2   | –               | Jewel in the Crown      | 9. Jan. 2014         | –                                     | Jeff T. Thomas         | Drew Chapman   |
| 3   | –               | Trip to Vienna          | 21. Juni 2014        | –                                     | Adam Lucas Feinstein   | Alex Berger    |
| 4   | –               | What’s Done Is Done     | 28. Juni 2014        | –                                     | Rudy Bednar            | Bruce Terris   |
| 5   | –               | Check Mate              | 21. Juli 2014        | –                                     | Trygve Allister Diesen | Karen Stillman |
| 6   | –               | A Small Useless Truth   | 21. Juli 2014        | –                                     | Trygve Allister Diesen | Sarah Byrd     |
| 7   | –               | The Straw Poll          | 3. Aug. 2014         | –                                     | Peter Medak            | Bruce Terris   |
| 8   | –               | Avenger                 | 3. Aug. 2014         | –                                     | Peter Medak            | Drew Chapman   |

## Fehler/Unterschiede
- Beim Szenenwechselbild „Germany 1985“ sieht man am linken Bildrand eine leere Grasfläche, wo zu dieser Zeit der Palast der Republik stand und heutzutage (Stand 2020) das Berliner Schloss wiederaufgebaut wird.
- Die Szenen, die in Prenzlauer Berg, Berlin, spielen, wurden vermutlich in Osteuropa gedreht, wobei die Straßenszenen einige Fehler beinhalten, wie ein Verkaufsschild mit „Verkauf um di Ecke“ oder ein Kfz-Kennzeichen „B – T7 734“.
- Der Gefangenentransport Ames und Rosario wurde offensichtlich nicht in den Vereinigten Staaten gedreht, sondern vermutlich ebenfalls in Osteuropa.
- Die Komplettüberwachung Ames’ durch CIA und FBI ging nicht über vier Wochen, sondern dauerte vier Monate (November 1993 bis 21. Februar 1994) bzw. die Überwachung als solche fast ein Jahr lang (ab März 1993).[11]
- Anders als in der Handlung (5 Jahre nach der Verhaftung Ames’), kam Grimes’ und Vertefeuilles gemeinsames Buch Circle of Treason: A CIA Account of Traitor Aldrich Ames and the Men He Betrayed erst 2012 auf den Markt.
- Aldrich Ames verbüßt seine lebenslange Haftstrafe nicht im Federal Correctional Complex, Allenwood in Pennsylvania, sondern im Federal Correctional Institution des Terre Haute Federal Correctional Complex in Indiana.[12]

## Kritik
Von der Website Metacritic wird der Film – basierend auf englischsprachigen Kritiken – mit einem Metascore von 58 Prozent bewertet; Rotten Tomatoes stuft The Assets mit 56 % als verfault (rotten) ein, beim Publikum dagegen kommt die Serie auf 76 %; die durchschnittliche Bewertung durch IMDb-Nutzer beträgt 7,5 von 10 möglichen Punkten (Stand jeweils 19. März 2020).